# Деніел Гіл
Деніел Гіл (англ. Daniel Geale, 26 лютого 1981, Лонсестон) — австралійський професійний боксер, чемпіон світу за версіями IBO (2008—2009), IBF (2011—2013) та WBA (Super) (2012) у середній вазі.

## Аматорська кар'єра
На Олімпійських іграх 2000 в категорії до 67 кг програв у першому бою Леонарду Бунду (Італія) — 2-4.
2002 року на Кубку світу з боксу провів два поєдинка у складі збірної Австралії, програвши обидва Мустафі Караголлу (Туреччина) та Юделю Джонсону (Куба).
Того ж 2002 року на Іграх Співдружності, здобувши чотири перемоги, завоював золоту медаль.
На чемпіонаті світу 2003 програв у першому бою Бахтіяру Артаєву (Казахстан).

## Професіональна кар'єра
Дебютував на профірингу 2004 року. Перші двадцять п'ять боїв провів у Австралії. 14 грудня 2007 року, здобувши перемогу над іншим австралійським до того непереможним боксером Деніелом Довсоном, завоював звання чемпіона світу за версією IBO у середній вазі. Втратив титул 27 травня 2009 року, програвши іншому австралійському боксеру Ентоні Мандіну.
7 травня 2011 року у Німеччині переміг німецького чемпіона світу за версією IBF Себастьяна Сильвестра, відібравши у нього титул. Захистив титул, здобувши перемоги над Еромоселе Альбертом (Нігерія) і Осуману Адама (Гана).
1 вересня 2012 року у Німеччині зустрівся в об'єднавчому бою з німецьким чемпіоном світу за версією WBA (Super) Феліксом Штурмом і переміг його розділеним рішенням суддів. Через два місяці після завоювання титулу WBA він був позбавлений його за те, що вирішив ще раз битися з Ентоні Мандіном, а не з обов'язковим претендентом Геннадієм Головкіним (Казахстан). В матчі-реванші з Мандіном Деніел Гіл здобув перемогу, зберігши за собою звання чемпіона IBF. Та вже в наступному бою 17 серпня 2013 року він програв розділеним рішенням британцю Даррену Баркеру.